# Fernanda Montenegro

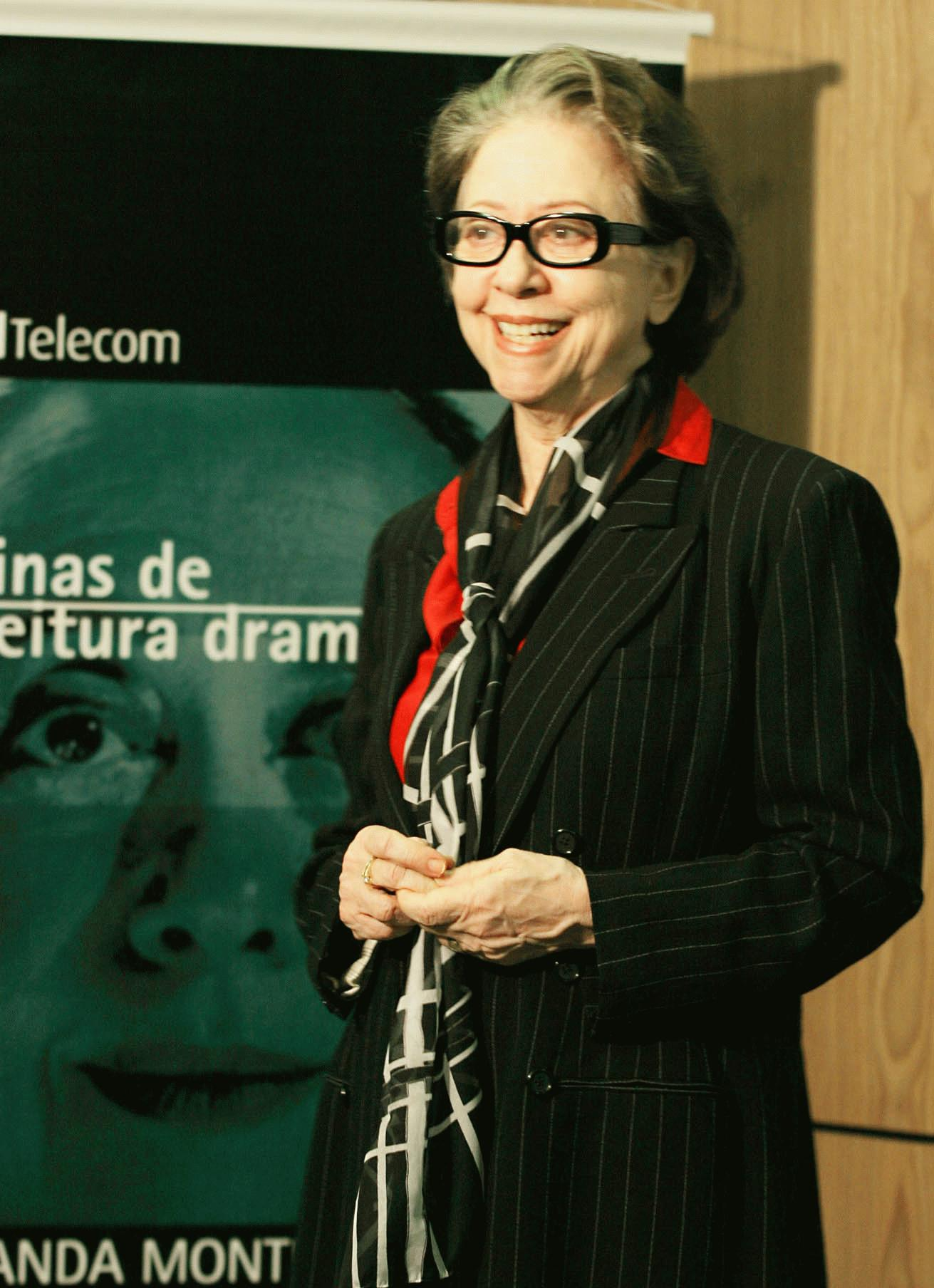
Fernanda Montenegro

Arlette Pinheiro Esteves Torres (n. 16 octombrie 1929) este o actriță braziliană.